# Ödenburger Straße
De Ödenburger Straße (B16) is een  Bundesstraße in de Oostenrijkse deelstaten Wenen, Niederösterreich en Burgenland.
De B16 verbindt Wenen via Münchendorf en Wimpassing an der Leitha met Klingenbach. De weg is 51 km lang.

## Routebeschrijving
WenenDe B16 begint in de stad Wenen op het Verteilerkreis Favoriten in het Bezirk Wenen-Favoriten waar zowel de aansluiting is op de A23 als op de B225. De B16 loopt in zuidelijke richting door Wenen-Favoriten en sluit bij afrit Wien-Rothneusiedl aan op de S1
VervangingTussen afrit Rothneusiedl en afrit Leopoldsdorf is de B16 vervangen door S1. De S1 kruist ook de deelstaatgrens met Neder-Oostenrijk.
Neder-OostenrijkDe B16 begint weeg op de afrit Leopoldsdorf en loopt in zuidelijke richting via de rondweg van Leopoldsdorf waar de B15 aansluit. De B16 loopt verder door Achau  waar ze de B11 kruist, door Münchendorf waar ze de B210 kruist Ebreichsdorf waar ze de B60 kruist en Pottendorf waarna de B16, ten zuiden van Pottendorf de deelstaatgrens met Burgenland bereikt.
BurgenlandDe B16 loopt verder door Wimpassing an der Leitha, Hornstein, Müllendorf waar ze de B59 kruist, door Wulkaprodersdorf waar ze de B50 kruist. Ten slotte passeert de B16 Klingenbach met een rondweg en eindigt ten zuiden van het dorp op de grens met Hongarije, waar ze overgaat in de F84 naar Ödenburg.
B1 · 
B2 · 
B3 · 
B4 · 
B5 · 
B6 · 
B7 · 
B8 · 
B9 · 
B10 · 
B11 · 
B12 · 
B13 · 
B14 · 
B15 · 
B16 · 
B17 · 
B18 · 
B19 · 
B20 ·  
B21 · 
B22 · 
B23 · 
B24 · 
B25 · 
B26 · 
B27 · 
B28 · 
B29 · 
B30 · 
B31 · 
B32 · 
B33 · 
B34 · 
B35 · 
B36 · 
B37 · 
B38 · 
B39 · 
B40 · 
B41 · 
B42 · 
B43 · 
B44 · 
B45 · 
B46 · 
B47 · 
B48 · 
B49 · 
B50 · 
B51 · 
B52 · 
B53 · 
B54 · 
B55 · 
B56 · 
B57 · 
B58 · 
B59 · 
B60 · 
B61 · 
B62 · 
B63 · 
B64 · 
B65 · 
B66 · 
B67 · 
B68 · 
B69 · 
B70 · 
B71 · 
B72 · 
B73 · 
B74 · 
B75 · 
B76 · 
B77 · 
B78 · 
B79 · 
B80 · 
B81 · 
B82 · 
B83 · 
B84 · 
B85 · 
B86 · 
B87 · 
B88 · 
B89 · 
B90 · 
B91 · 
B92 · 
B93 · 
B94 · 
B95 · 
B96 · 
B97 · 
B98 · 
B99 · 
B100 · 
B105 · 
B106 · 
B107 · 
B108 · 
B109 · 
B110 · 
B111 · 
B113 · 
B114 · 
B115 · 
B116 · 
B117 · 
B119 · 
B120 · 
B121 · 
B122 · 
B123 · 
B124 · 
B125 · 
B126 · 
B127 · 
B129 · 
B130 · 
B131 · 
B132 · 
B133 · 
B134 · 
B135 · 
B136 · 
B137 · 
B138 · 
B139 · 
B140 · 
B141 · 
B142 · 
B143 · 
B144 · 
B145 · 
B146 · 
B147 · 
B148 · 
B149 · 
B150 · 
B151 · 
B152 · 
B153 · 
B154 · 
B155 · 
B156 · 
B158 · 
B159 · 
B160 · 
B161 · 
B162 · 
B163 · 
B164 · 
B165 · 
B166 · 
B167 · 
B168 · 
B169 · 
B170 · 
B171 · 
B172 · 
B173 · 
B174 · 
B175 · 
B176 · 
B177 · 
B178 · 
B179 · 
B180 · 
B181 · 
B182 · 
B183 · 
B184 · 
B185 · 
B186 · 
B187 · 
B188 · 
B189 · 
B190 · 
B191 · 
B192 · 
B193 · 
B197 · 
B198 · 
B199 · 
B200 · 
B201 · 
B202 · 
B203 · 
B204 · 
B205 · 
B209 · 
B210 · 
B211 · 
B212 · 
B213 · 
B214 · 
B215 · 
B216 · 
B217 · 
B218 · 
B219 · 
B220 · 
B221 · 
B222 · 
B223 · 
B224 · 
B225 · 
B226 · 
B227 · 
B228 · 
B229 · 
B230 · 
B303 · 
B305 · 
B309 · 
B310 · 
B311 · 
B316 · 
B317 · 
B319 · 
B320